# Brong-Ahafo
La regió de Brong-Ahafo és una de les 10 regions de Ghana. Brong-Ahafo està localitzada al sud de Ghana. Al nord limita amb el riu Volta Negre, a l'est amb el llac Volta, al sud amb la regió Aixanti, la regió Oriental i la Regió Occidental; i a l'oest limita amb Costa d'Ivori. La ciutat de Sunyani és la seva capital. La regió de Brong-Ahafo fou creat el 1958 i sorgí de l'estat de Bono. El seu nom prové dels habitants nadius àkans, Brong i Ahafo.
La regió de Brong-Ahafo té 39.557 km², cosa que la converteix en la segona regió més extensa del país.

## Població i demografia
Segons el cens del 2010, la regió té 2.310.983 habitants. Això representa la sisena regió tenint en compte la seva població. A Brong-Ahafo hi ha 58 habitants per km².
Més del 97% dels habitants de Brong-Ahafo són ghanians i el 94% ho són de naixement. Poc més de l'1% no són d'origen africà.

### Etnicitat
Els àkans són els membres del grup humà predominant a tots els districtes de la regió excepte a Sene, a on predominen els guans. El segon grup ètnic més present a gairebé tots els districtes són els mole-dagbons (excepte a Sene i a Atebubu, a on els ewes i els gurmes són el segon grup ètnic més nombrós). També cal destacar la presència de grusis i de mande-busangues. A la zona de la regió que havia estat part de la regió Septentrional hi viuen els gonja, un subgrup dels guans.
Els brongs representen més de tres cinquenes parts dels àkans de Brong-Ahafo. Altres grups àkans destacats són els asantes i els ahafos. El grup de mole-dagbons més nombros a la regió són els dagaabes, seguits pels kusasis, els nagdoms i els dagombes.

#### Grups humans i llengües
- Chumburung, llengua guang que parlen els nchumburus i els yejis al districte de Sene.[3]
- El dompo és parlat pels dompos al districte de Banda.[4]
- El dwang, parlada pels dwangs es parla a la riba occidental del llac Volta, a l'est d'Atebudu.[5]
- El Gonja és una llengua guang septentrional que parlen els gonja al districte de Kintampo Septentrional.[6]
- El kplang és una llengua guang septentrional que parlen els kplangs que tenen el territori al sud de la ciutat de Yeji, al districte de Sene.[7]
- El nchumbulu és una llengua guang septentrional que parlen els nchumbulus a l'oest del llac Volta.[8]
- A Brong-Ahafo hi viuen aproximadament un milió de Brongs, que tenen com a llengua materna l'abron.[9]
- Els kwawus tenen el seu territori històric a la Regió Oriental i parlen el dialecte de l'àkan, el kwawu.[10]

## Història
La regió de Brong-Ahafo es va crear el 4 d'abril de 1959. Anteriorment era la part septentrional i occidental de la regió Aixanti i incloïa les zones de Prang i Yeji que formaven part de la regió Septentrional.
Abans del segle xx, quan l'Imperi Aixanti fou conquerit per l'Imperi Britànic, al nord i al nord-oest de Kumasi hi havien els estats de Brong i d'Afaso, que pertanyien a aquest imperi. El rei Akumfi Ameyaw I (1328-1363) fou un dels reis de Brong més importants, que va fer que el seu regne esdevingués molt poderós.

## Districtes

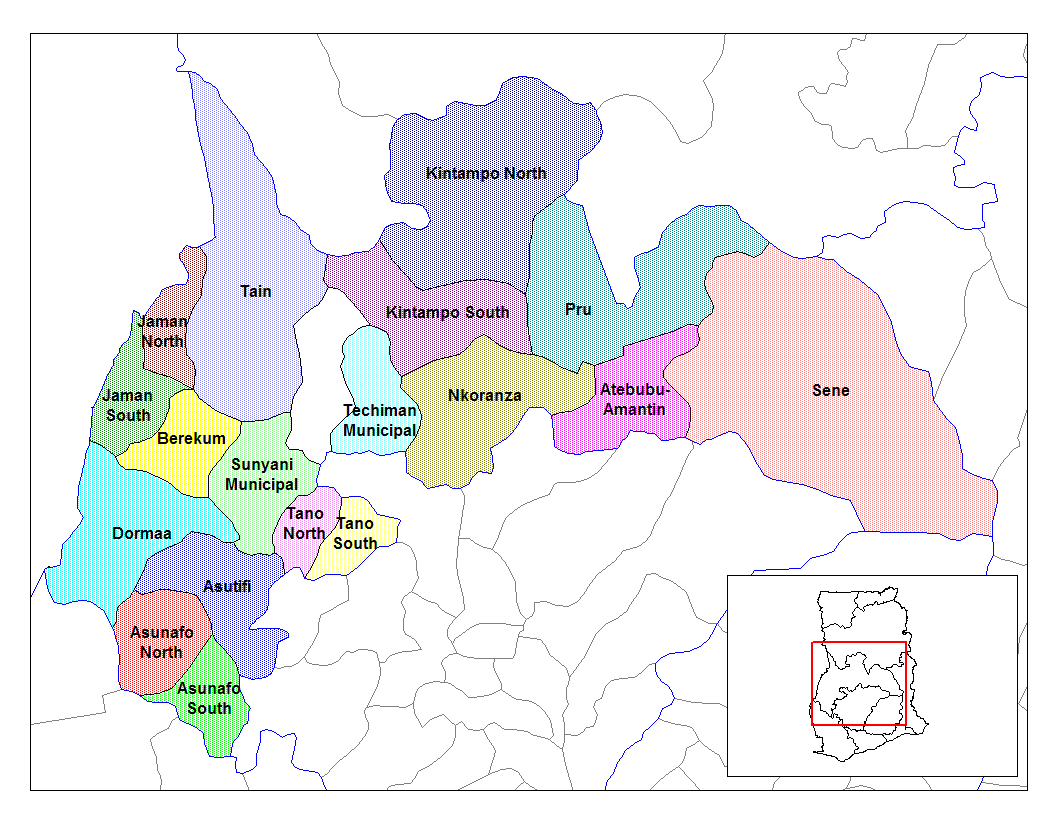
Districtes de la regió de Brong-Ahafo

Els districtes de Brong-Ahafo són:
| Districtes de Brong-Ahafo | Districtes de Brong-Ahafo    | Districtes de Brong-Ahafo |
| #                         | Districte                    | Població                  |
| ------------------------- | ---------------------------- | ------------------------- |
| 1                         | Asunafo Septentrional        |                           |
| 2                         | Asunafo Meridional           |                           |
| 3                         | Asutifi Septentrional        |                           |
| 4                         | Asutifi Meridional           |                           |
| 5                         | Atebubu-Amantin              |                           |
| 6                         | Districte de Banda           |                           |
| 7                         | Districte de Berekum         |                           |
| 8                         | Dormaa Oriental              |                           |
| 9                         | Districte-Municipi de Dormaa |                           |
| 10                        | Dormaa Occidental            |                           |
| 11                        | Jaman Septentrional          |                           |
| 12                        | Jaman Meridional             |                           |
| 13                        | Municipi de Kintampo         |                           |
| 14                        | Kintampo Septentrional       |                           |
| 15                        | Kintampo Meridional          |                           |
| 16                        | Nkoranza Septentrional       |                           |
| 17                        | Nkoranza Meridional          |                           |
| 18                        | Districte de Pru             |                           |
| 19                        | Sene Oriental                |                           |
| 20                        | Sene Occidental              |                           |
| 21                        | Districte de Sunyani         |                           |
| 22                        | Sunyani Occidental           |                           |
| 23                        | Tain District                |                           |
| 24                        | Tano Septentrional           |                           |
| 25                        | Tano Meridional              |                           |
| 26                        | Districte de Techiman        |                           |
| 27                        | Techiman Septentrional       |                           |
| 28                        | Districte de Wenchi          |                           |
| Total                     |                              |                           |

## Economia i turisme
L'agricultura i la indústria agrària és molt destacada a la regió, sobretot la producció de cacau.
A Brong-Ahafo hi ha moltes atraccions culturals i naturals, tot i que és menys coneguda pels turistes que la regió Aixanti o la regió Central. Les atraccions turístiques més destacades de la regió són la ciutat de Kintampo amb les seves cascades (cascades de Kintampo) i reserves naturals i el poble de Fiema, on hi ha el Santuari de Monos de Boabeng. A més a més hi ha el Parc Nacional de Bui i el Parc Nacional Digya.

## Educació
A Brong Ahafo hi ha les universitats:
- Col·legi Universitari Catòlic de Ghana (privada).
- Universitat de l'Energia i els Recursos Naturals de Sunyani (pública).

## Ciutadans notables
- Kevin-Prince Boateng, futbolista
- Asamoah Gyan, futbolista
- James Kwesi Appiah, futbolista i entrenador.
- Afriyie Acquah, futbolista.
- Emmanuel Agyemang-Badu, futbolista.
- John Paintsil, futbolista.
- Kwadwo Afari-Gyan, acadèmic, polític i científic.
- Kofi Abrefa Busia, antic Primer Ministre de Ghana entre 1969 i 1972.